# SLM Solutions Group AG
SLM Solutions Group AG es una empresa alemana con sede principal en la ciudad de Lübeck. SLM Solutions es una de las mayores productoras de máquinas de impresion en 3D. La abreviatura SLM proviene del inglés para Selective Laser Melting (ingl. Fusión selectiva por láser). De acuerdo con las unidades vendidas por año, el año 2012 SLM Solutions Group AG fue el tercer mayor productor mundial de máquinas de impresión 3D.
Desde el 9 de mayo de 2014, las acciones de SLM se cotizan en el Prime Standard de la Bolsa de Fráncfort.

## Productos y aplicaciones
La empresa SLM Solutions Group AG ofrece una variedad de máquinas con una variación de eficacia del láser que va entre 100 – 2800 Vatios, esta última repartida en cuatro láseres. Según los datos del productor, el modelo superior (abril de 2014), es la impresora 3D más eficaz del mercado y su costo ronda los 1,5 millones de Euros. Las máquinas trabajan con diferentes materiales como el aluminio, acero, acero inoxidable, titanio, cobalto e inconel. Dependiendo del modelo de la máquina, el tamaño del producto final puede variar entre 125 x 125 x 75 mm hasta 500 x 280 x 325 mm.
Uno de las ventajas principales de la impresión en 3D es que permite la creación de piezas con geometrías complicadas en tan solo un paso. Esto hace que este proceso sea particularmente atractivo para la creación rápida de prototipos y pequeñas series, así como para la producción en serie en la ingeniería aeroespacial, debido a la notable reducción de peso de la pieza final, lo cual juega un papel importante en el área aeroespacial. Esto es posible  lograrlo debido a la capacidad de crear piezas huecas o porosas. Otras áreas de aplicación para las máquinas de SLM AG son el sector energético (partes de turbinas), el sector automotor y la tecnología médica y dental (implantes y prótesis).
Entre los clientes de primera línea de la empresa se encuentran: NASA, EADS, General Electric, Siemens y BMW. Muchos dispositivos también se han vendido a las instalaciones de investigación.[cita requerida]

## Historia
Entre 1996 y 1998 las compañías F & S Stereolithografietechnik GmbH (Fockele & Schwarze),Trumpf GmbH y el Instituto Técnico del Laser-Fraunhofer iniciaron con las primeras investigaciones en el área la fusión láser. Tras la creación de un Centro de Tecnología Europea para "Rapid Prototyping" en Kaarst, la empresa minera británica Mining and Chemical Products Ltd. (MCP) introduciría el método de fusión selectiva por láser, mientras que Fockele & Schwarz trabajarían en diversas patentes para esta área.
En el año 2002 las empresas F & S y MCP comienzan a trabajar de manera conjunta y desarrollan conjuntamente dispositivos SLM para el mercado. MCP fue pionera en el procesamiento láser de aluminio y titanio. El desarrollo y fabricación de los equipos SLM se encontraba en su filial HEK GmbH ubicada en la ciudad de Lübeck. Como parte de una reestructuración corporativa por parte de MCP, la empresa paso a llamarse en el 2008 MTT Technologies GmbH, la cual se convertiría luego (2011) en SLM Solution GmbH.
Tras su inscripción formal en el TECDAX en el año 2014, la empresa pasaría ser una empresa de capital abierto y cambiaría su nombre en el año 2016 por el de SLM Solutions Group AG, tras fusionarse SLM Solutions AG y SLM Solutions GmbH.
Como parte de la salida a bolsa en mayo de 2014 SLM Solutions AG redimió 75 millones de Euros mediante la emisión de nuevas acciones. Al mismo tiempo, los accionistas existentes (principalmente PARCOM) vendieron acciones por un monto de 105 millones de euros. El plan era la entrega de acciones existentes a un precio de 103 a 163 millones de euros.

## Finanzas
En los años antes de la salida a bolsa de SLM experimentó una creciente demanda de impresoras 3D y una correspondientemente fuerte crecimiento. La siguiente tabla proporciona algunos datos que muestran dicho crecimiento.[cita requerida]
| Año  | Máquinas vendidas | Volumen de Venta (Mio. €) | EBITDA* (Mio. €) | EBITA* (Mio. €) | Empleados ((promedio anual) |
| ---- | ----------------- | ------------------------- | ---------------- | --------------- | --------------------------- |
| 2011 | 7                 | 11,9                      | 1,2              | 0,8             | 46                          |
| 2012 | 21                | 17,5                      | 1,9              | 1,5             | 52                          |
| 2013 | 28                | 21,6                      | 2,5              | 1,5             | 74                          |
| 2014 | 49                | 33,5                      | 4,5              | -6,0**          | 148                         |
| 2015 | 93                | 66,1                      | 8,1              | 4,9             | 200                         |
| 2016 | 118               | 80,7                      | 3,1              | -0,7            | 300                         |

* El EBITDA ajustado para "gasto por una sola vez", según lo declarado por la empresa; EBIT reportados en el estado de resultados, neto de amortización de asignación del precio de compra
** Incluyendo 8,4 millones de euros los gastos relacionados con la OPV

## Administración
Los dos miembros del Consejo de Administración fueron contratados por SLM Solutions Group GmbH en 2013.
Uwe Bögershausen es economista. Trabajó como consultor, para aleo solar AG y Derby Cycle AG. Ambas compañías han sido tomadas en entretanto y ya no se cotizan en la bolsa de valores. Bögershausen se incorporó al Grupo SLM en septiembre de 2013 como director financiero de SLM Solutions Holding GmbH. Tras el cambio de la forma jurídica de SLM Solutions Holding GmbH como sociedad anónima en 2014, se convirtió en miembro del consejo de administración de SLM Solutions Group AG. Su contrato expira en junio de 2018.
Henner Schöneborn obtuvo una licenciatura en administración técnica y una licenciatura en ingeniería mecánica. Antes de mudarse a SLM Solutions, trabajó como gerente de producto en la casa de tecnología de máquinas herramienta Stuttgart Hahn & Kolb. Desde 2014 Schöneborn es miembro del Consejo de Administración de SLM Solutions Group AG y responsable del área de Desarrollo Corporativo e Innovación. Su contrato expira en junio de 2017.

## Accionistas
Desde la salida a bolsa en 2014, el 55% de las acciones están en flotación libre. El resto de las acciones son propiedad predominante del cofundador y presidente del consejo de supervisión Hans-Joachim Ihde y Parcom.[cita requerida]